# Avinguda de Dénia
L'avinguda de Dénia (anteriorment coneguda com a carretera de València) és una llarga avinguda d'Alacant (País Valencià), considerada l'entrada nord de la ciutat. Forma part de la N-332 i permet els accessos amb, entre d'altres, el veí municipi de Sant Joan d'Alacant. Es localitza per complet al barri de Bonavista de la Creu i serveix de límit per als barris del Pla del Bon Repòs i Joan XXIII.

## Descripció
Es tracta d'una carretera d'uns 2,25 km de longitud, amb entre dos i quatre carrils per sentit, separats per una mitjana i amb diversos túnels i passos a nivell en diversos punts. Destaca el pas a nivell que dona origen a la via, que es coneix popularment com scalextric del Postiguet. La carretera enllaça amb altres vies importants, com la Gran Via i l'Via Parc. Diverses construccions rellevants d'Alacant donen a aquest carrer, com l'edifici Excelsior II, La Piràmide (oficialment Edifici Montreal), el centre comercial Plaza Mar 2, el col·legi Calasancio, l'Hospital Internacional Medimar, el col·legi dels jesuïtes, la clínica Vistahermosa o la urbanització Complex Vistahermosa. Així mateix, diverses escultures urbanes se situen al llarg d'aquesta avinguda, com l'estructura tensegrítica Seccions des Aurees, la font en la intersecció amb la Gran Via o l'escultura Abubilla.

## Història
L'avinguda de Dénia va ser remodelada entre els anys 2007 i 2010 entre l'enllaç de la A-70 i el carrer Pare Esplá. El projecte, conegut com a nova avinguda de Dénia, va suposar una inversió de quasi 60 milions d'euros amb els quals es van construir tres passos subterranis, es van afegir voreres a banda i banda i es va realitzar l'enjardinament. A dia de hui, queda pendent d'acabar el tram entre el Carrer Pare Esplá i la rotonda de la Goteta. Aquest tram pendent contempla la construcció de voreres a banda i banda de la calçada i la construcció d'un nou pas de vianants front el Col·legi de Metges.